# David Retamal
David Matías Retamal Bascur (Santiago, Chile; 14 de abril de 2003) es un futbolista chileno que se desempeña como defensa en Universidad de Chile de la Liga de Primera de Chile.

## Trayectoria
Canterano de Universidad de Chile, comenzó a entrenar con el primer equipo durante la temporada 2023, siendo suplente en los partidos por el torneo de Primera División ante Ñublense y Cobresal. El 18 de noviembre, marcó un gol en un partido amistoso ante Huachipato. En enero de 2024 firmó su primer contrato como profesional, debutando oficialmente el 14 de abril de ese año en la victoria del club laico ante Unión Española por la cuenta mínima.

## Estadísticas
| Club                         | Div.          | Temporada     | Liga  | Liga  | Copas nacionales | Copas nacionales | Torneos internacionales | Torneos internacionales | Total | Total |
| Club                         | Div.          | Temporada     | Part. | Goles | Part.            | Goles            | Part.                   | Goles                   | Part. | Goles |
| ---------------------------- | ------------- | ------------- | ----- | ----- | ---------------- | ---------------- | ----------------------- | ----------------------- | ----- | ----- |
| Universidad de Chile · Chile | 1.ª           | 2024          | 6     | 0     | 2                | 0                | —                       | —                       | 8     | 0     |
| Universidad de Chile · Chile | Total club    | Total club    | 6     | 0     | 2                | 0                | 0                       | 0                       | 8     | 0     |
| Total carrera                | Total carrera | Total carrera | 6     | 0     | 2                | 0                | 0                       | 0                       | 8     | 0     |
| 1. 2.                        |               |               |       |       |                  |                  |                         |                         |       |       |

## Palmarés

### Títulos nacionales
| Título     | Club                 | País  | Año  |
| ---------- | -------------------- | ----- | ---- |
| Copa Chile | Universidad de Chile | Chile | 2024 |